# Pierre à la Marte des Granges
La Pierre à la Marte des Granges est un dolmen situé à Ceaulmont dans le département français de l'Indre.

## Description
Le dolmen est en ruine depuis les fouilles sauvages qu'il a subi en 1842-1843. Il comporte une table de couverture (3 m de long sur 1,60 m de large) inclinée à 45° reposant d'un côté au sol et de l'autre sur un unique pilier (1,40 m de haut). La table est en calcaire et le pilier en granite. D'autres blocs visibles au sol, dont le plus important mesure 1,50 m de long, en brèche calcaire, correspondent vraisemblablement à des éléments constitutifs du dolmen.

## Fouilles de 1842-1843
En septembre 1842, le propriétaire du site entreprit une fouille sauvage du monument. Alerté par la découverte de quelques objets (poignards et pointe de flèche en silex, monnaie gauloise) et cendres, le curé d'Argenton signala la découverte à l'inspecteur des monuments historiques, Hercule Robert. Celui-ci ne se rendit sur place, accompagné des curés de Ceaulmont et Argenton, qu'en septembre 1843 et y fit pratiquer de nouvelles fouilles de l'intérieur de la chambre qui livrèrent des ossements humains (fragments de crânes et tibias), de nouveaux poignards en silex et une corne de bovidé.
Les lames en silex ont été attribuées à la culture d'Artenac.